# ぶんけい
ぶんけい（1994年11月13日 - ）は、日本のインフルエンサー、クリエイター。愛称は「ぶんちゃん」。

## 略歴
兵庫県淡路島出身。兵庫県立洲本高等学校で放送部に所属。立命館大学映像学部中退。現在は映像制作会社「ハクシ」のCEO兼クリエイター。本名は柿原朋哉（かきはら ともや）。
2012年には自身が監督、脚本を手掛けた作品「dis pair」が NHK杯全国高校放送コンテスト 創作テレビドラマ部門で優勝。2014年には監督作『ぷ』が関西学生映画祭にノミネートされた。
2011年7月10日よりニコニコ動画で「理系文系」としてダンス動画の投稿を開始。 2015年より@小豆と共に「パオパオチャンネル」としてYouTube上で定期的に動画配信を始める。その後、2016年12月でニコニコ動画での動画投稿を終了し、2022年に「パオパオチャンネル」としての活動を終了した。現在は2020年より個人でYouTubeにて生配信や動画投稿を行っている。
2017年 立命館大学を中退し、大学の同級生・オカダトウイチロウと、後輩・井上光と共に東京へ上京し、株式会社「トウメイモード」を設立。主に映像制作を中心に、クリエイターとして本格的に活動を始める。その後YouTuber「パオパオチャンネル」としての活動休止をしたタイミングで、社名を株式会社「ハクシ」へと変更。
また2020年4月から株式会社チョコレイトに企画作家として入社し、映像制作などを手がけている。
2020年5月には自身初のエッセイ本となる「腹黒のジレンマ」を出版。同年の8月には、自身のファッションブランド「meeme（ミーム）」を設立した。

## 人物
血液型はA型。好きな物は映画、カメラ、マクドナルド 。

## 作品

### 短編映画
- disPair（2012年）[7]-第59回NHK杯全国高校放送コンテスト 創作ドラマ部門 全国優勝作品
- disPair Re:pair（2013年）[22]
- ぷ（2014年）[9]-立命館大学 GREENS、関西学生映画祭 入選。第17回京都国際学生映画祭 特別招待作品。
- ロス:タイム:ライフ 天才発明家編[23]（2014年）-立命館大学 GREENS（原作：筧昌也「ロス:タイム:ライフ」）、第18回京都国際学生映画祭 特別招待作品。
- 幾何学チェックマーク[24]（2015年）-立命館大学 GREENS
- MURPHY（2015年）[25]-立命館大学 実写制作ゼミ
- どこへも行けない僕たち[26]（2020年）
- 迷宮クローゼット[27]（2020年）
- Where is my Photo[28]（2020年）

### MV
- 感覚ピエロ「Japanese-Pop-Music」（2014年5月30日）
- 感覚ピエロ「D.B」（2014年10月24日）
- ドラマチックアラスカ「エキセントリック アルカホリック」（2014年12月9日）
- LINE wanna be Anchors「Good Night Mrs. Moon」（2016年6月22日）
- FREE SQUARES 「Remake」（2016年6月23日）
- ドラマストア「スイミー」（2016年7月）
- asayake no ato「クライマー」（2016年8月6日）
- 密会と耳鳴り「最低気分屋〇〇撲滅」（2016年8月2日）
- CRAWLICK「ハローグッバイ」（2016年8月23日）
- BOYS END SWING GIRL「花に風」（2016年8月24日）
- Synchronized door「手のひら」（2016年9月16日）
- ドラマチックアラスカ「TEPPEN」（2016年11月7日）
- lical「empsea」（2017年1月2日）
- bit and pieces「破片の街」（2017年1月22日）
- CRAWLICK「ダイヤモンド」（2017年2月1日）
- 株式会社VAZ「JAPANESE BUZZ」（2017年1月13日）
- トビウオ「Gravity Days」（2017年2月17日）
- BOYS END SWING GIRL「旅人」（2017年4月1日）
- MeseMoa.「ラブチア」（2017年4月13日）
- LINE wanna be Anchors「欲望麻薬」（2017年6月27日）※パオパオチャンネル
- ゼノ「美術館」（2017年6月24日）
- おいしくるメロンパン「look at the sea」（2017年7月26日）
- トラフィックライト。「パーフェクトワールド」（2017年8月2日）
- MeseMoa.「Muddy Water」（2017年8月11日）
- オメでたい頭でなにより「VIVA!ハピバ」（2017年8月29日）
- *ChocoLate Bomb!!「？～クエスチョンマーク～」（2017年10月27日）
- MeseMoa.「New Sunshine」（2017年12月18日）
- *ChocoLate Bomb!! 「Spare Key」（2018年3月29日）
- MeseMoa.「Flower Wind」（2018年4月18日）
- MeseMoa.「大逆転ディーラー」（2018年8月4日）
- おいしくるメロンパン「水葬」（2018年9月20日）
- MeseMoa.「平成パラダイムチェンジ」（2019年4月30日）
- カミナリアイ、ボヤッキー「ウラオモテ (Veil Real)」（2019年7月6日）
- おいしくるメロンパン「candle tower」（2019年9月26日）
- MeseMoa.「真逆の糸」（2019年9月27日）
- MeseMoa.「烏合之衆」（2020年2月27日）
- あさぎーにょ「ふわり春」（2020年4月14日）
- ひかりんちょ「デジタルポジティブ」（2020年7月14日）
- 玉森裕太（Kis‐My‐Ft2）「Share Love」（2021年5月7日）

- 葉一「この場所から」（2022年2月28日）

### CM
- バズキャリア（NEXT STAGE TOKYO）-株式会社VAZ「たくさんの有名YouTuberで映画の予告みたいな動画つくってみた」（2017年）＊Web広告
- ピュレグミ「#スキトキメキトピュレ」（2021年）[29]

## 著書

### 小説
- 『匿名』（2022年8月 講談社 / 2023年12月 講談社文庫）

### エッセイ
- 『腹黒のジレンマ』（2020年5月 KADOKAWA）

### アンソロジー
「」内が柿原の作品
- 『Story For You』（2021年3月 講談社）「ラジオ体操の幽霊」（初出：講談社「TREE」WEBサイト）
- 『嘘をついたのは、初めてだった』（2023年11月 講談社）「もうすぐ死ぬ」（初出：講談社「MRC」WEBサイト）
- 『#ハッシュタグストーリー』（2024年2月 双葉社）「#いにしえーしょんず」（初出：双葉社「小説推理 2023年12月号」）
- 『これが最後の仕事になる』（2024年8月 講談社）「闇バイト」（初出：講談社「MRC」WEBサイト）

### 解説
- 湊かなえ「ブロードキャスト」（2021年1月 角川文庫）

## 振付
- 私立恵比寿中学「Family Complex」[30]
- すとぷり「犬系男子留守番中」[31]
- P丸様「乙女はサイコパス」[32]
- 「POKÉDANCE」[33]